# Carcinosomatidae
Famille
Genres de rang inférieur
- † Carcinosoma Claypole, 1890
- † Eocarcinosoma
- † Eusarcana Strand, 1942
- † Rhinocarcinosoma

Carcinosomatidae (nom dérivé du genre type Carcinosoma, dont le nom signifie « corps de crabe »)   est une famille d'Euryptéridés, un groupe éteint d'arthropodes aquatiques. Ils appartiennent à la superfamille Carcinosomatoidea, également nommée d'après Carcinosoma. Des fossiles de Carcinosomatides ont été découverts en Amérique du Nord, en Europe et en Asie, la famille ayant probablement colonisé le monde entier sur une période s'étendant de l'Ordovicien supérieur au Dévonien inférieur. Ils font partie des Euryptérides les plus "marins", les spécimens fossiles ayant presque tous été découverts dans des environnements marins.
Les Carcinosomatides varient considérablement en taille, depuis des espèces mesurant seulement quelques centimètres de long jusqu'à certains des plus grands arthropodes connus. La plus grande espèce de Carcinosomatidé, Carcinosoma punctatum, mesure au moins 2,2 mètres (7,21784778 pi) et rivalise en taille avec le plus grand Euryptéride, Jaekelopterus. Morphologiquement, les Carcinosomatides sont très différents des autres Euryptéridés. Ils sont caractérisés par des membres antérieurs puissants et épineux, un corps central large et arrondi et une queue fine et tubulaire se terminant par un telson (la division la plus postérieure du corps) généralement courbé. Grâce à ces adaptations, les Carcinosomatides sont assez semblables aux scorpions, et le groupe a peut-être contribué au nom commun des Euryptérides, les « scorpions de mer ». La famille contient quatre, voire cinq, genres : Carcinosoma, Eocarcinosoma, Eusarcana, Rhinocarcinosoma et peut-être le genre problématique Holmipterus.
Il est peu probable que les Carcinosomatides aient été de puissants et actifs nageurs, compte tenu de leur forme non profilée. Il est plus probable qu'ils aient été nectobenthiques (nageant près du fond), possiblement superprédateurs (compte tenu de leur taille) ou charognards, creusant pour se nourrir ou pour creuser des terriers où se cacher pour chasser à l'affût.

## Description

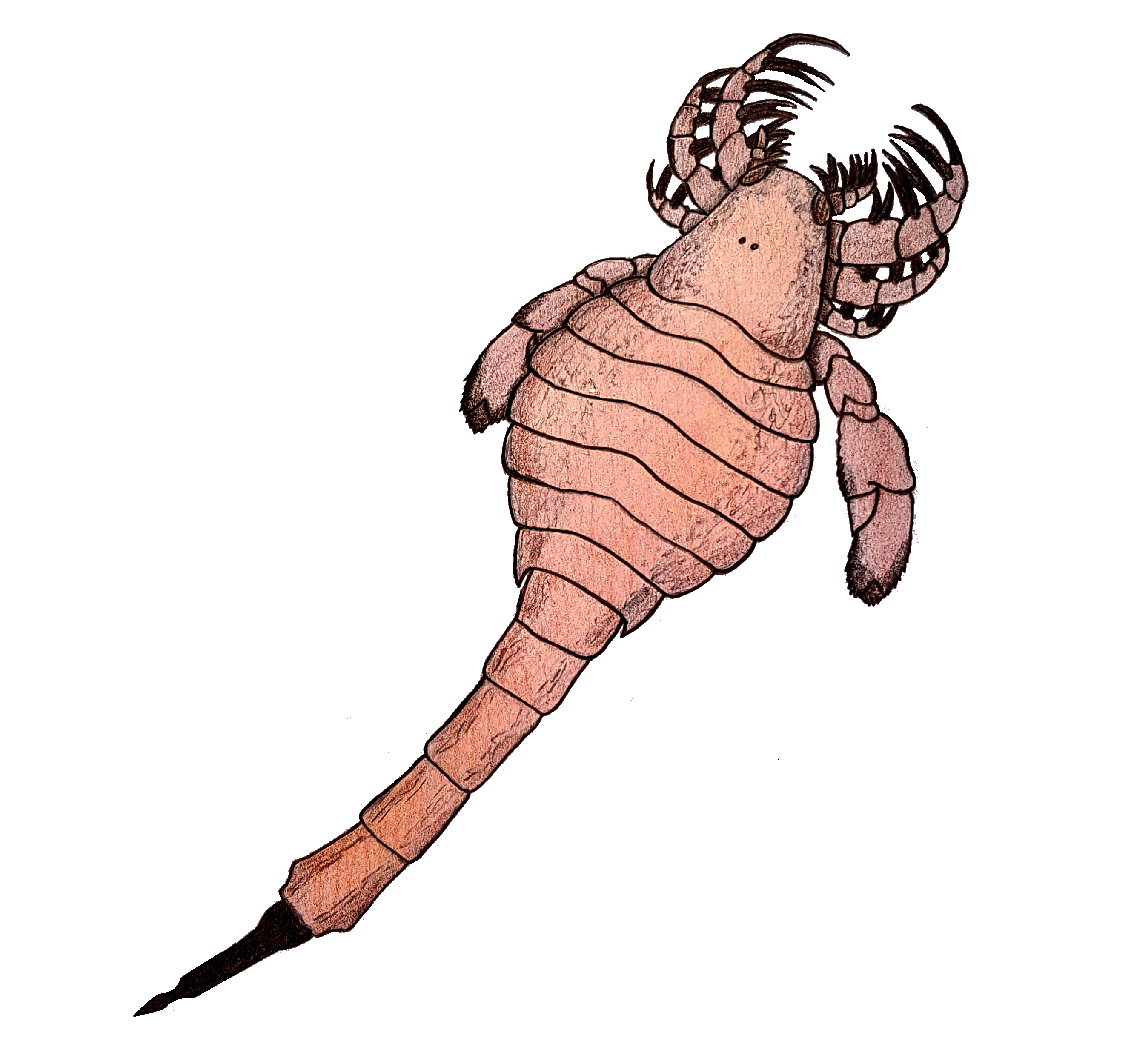
Reconstitution de Carcinosoma

Les genres et espèces d'Euryptérides Carcinosomatides peuvent considérablement différer en taille, bien que la plupart des espèces soient assez grandes,. La plus grande espèce est Carcinosoma punctatum avec 2,2 mètres (7,21784778 pi), soit l'un des plus grands Euryptérides, certains spécimens suggérant même qu'il aurait pu atteindre une longueur de 2,5 mètres (8,20209975 pi), rivalisant avec Jaekelopterus, le plus grand des Euryptérides,. La plus petite espèce de Carcinosomatidé est Eusarcana obesus, avec 4 centimètres (1,5 en) de longueur .
Morphologiquement, les Carcinosomatides se distinguent clairement des autres Eurypterides. Ce sont des Euryptérides nageurs (appartenant au sous-ordre des Eurypterina ), dotés de grandes palettes natatoires, d'un ensemble de membres antérieurs puissants et épineux, d'un préabdomen large et arrondi (corps central) et d'un abdomen mince, tubulaire, qui se termine par un telson (la division la plus postérieure du corps) de morphologie variable, souvent courbé,,,. Dans un certain sens, les Carcinosomatides ressemblent plutôt à des scorpions, et ont peut-être contribué à ce que le nom commun des Eurypteridés soit devenu « scorpions de mer »,.
Il y a une grande variété de morphologie au sein du groupe. La carapace est de forme triangulaire à subtriangulaire chez tous les membres du groupe, mais la forme exacte peut varier. Rhinocarcinosoma, possède une protubérance distincte en forme de pelle à l'avant de la carapace. Le préabdomen est large chez toutes les espèces, mais cette largeur diffère d'une espèce à l'autre. L'espèce relativement la plus large, est Eusarcana obesus, chez laquelle le quatrième segment est aussi large que les huit premiers segments combinés sont longs. La spinosité (nombre d'épines) et la taille des membres antérieurs varient également d'un genre à l'autre, les membres antérieurs d'Eusarcana paraisant par exemple plus puissants que ceux de Rhinocarcinosoma. Le telson varie considérablement entre les genres : chez Rhinocarcinosoma, il apparaît robuste et aplati, légèrement courbé vers le haut ; chez Eusarcana, il est cylindrique et façonné en une pointe de queue acérée, semblable à celle d'un scorpion ; chez Carcinosoma, il est aplati, et se termine par une structure élargie et segmentée absente chez d'autres Euryptérides.

## Histoire de la recherche

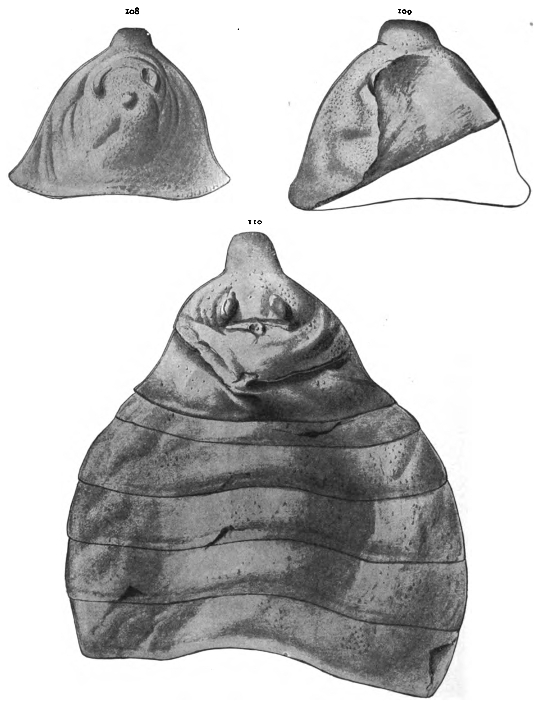
Carapaces de Rhinocarcinosoma, telles que représentées par John Mason Clarke et Rudolf Ruedemann en 1912

La première espèce de Carcinosomatidé à avoir été décrite est Carcinosoma punctatum, décrite pour la première fois sous le nom de Pterygotus punctatus par John William Salter en 1859. Le premier genre considéré plus tard comme un Carcinosomatidé à avoir été décrit est Eusarcus (et son espèce type E. scorpionis ), décrit par August R. Grote et William Henry Pitt en 1875 sur la base de fossiles récupérés dans la chaux de Buffalo de l'âge Pridoli dans l'État de New York. Le genre n'ayant pas encore été décrit en tant que tel, et la description des fossiles se limitant au contour et à la forme, Henry Woodward attribue alors E. scorpionis à Eurypterus au motif que l'espèce est similaire en forme à Eurypterus punctatus (Pterygotus punctatus ayant été reclassé comme une espèce d' Eurypterus ). À l'insu de Grote et Pitt, Eusarcus se voit attribuer le même nom qu'un genre d'Opilione Laniatore contemporain de la famille des Gonyleptidae, décrit en 1833 et constitue donc un homonyme. L'homonymie passe inaperçue jusqu'aux années 1930. Le genre Eurysoma est également décrit à la fin du XIXe siècle, aux côtés de son espèce type, E. newlini, par Edward Waller Claypole en 1890. Lorsque Claypole découvre plus tard en 1890 que le nom est déjà utilisé pour un genre de coléoptères modernes, il remplace le nom Eurysoma par le nom Carcinosoma.
En 1912, John Mason Clarke et Rudolf Ruedemann déclarent que les différences entre Eusarcus et toutes les formes apparentées d'Euryptéridés sont si grandes qu'il est « tout à fait évident » qu'Eusarcus est distinct des autres Euryptéridés. Clarke et Ruedemann attribuent plusieurs nouvelles espèces à Eusarcus, y compris de nouvelles espèces qui seront plus tard considérées comme appartenant au genre Rhinocarcinosoma. Ils concluent qu'Eusarcus est suffisamment similaire à Carcinosoma pour que les deux genres soient considérés comme synonymes. Eusarcus ayant été décrit avant Carcinosoma, les lois taxonomiques de priorité dictent qu'Eusarcus sera le nom du taxon.
En 1934, Leif Størmer se rend finalement compte qu'Eusarcus est un nom déjà utilisé. Il le remplace par le nom de son synonyme le plus ancien non encore utilisé, Carcinosoma. Størmer décrit également en 1934 la famille Carcinosomatidae, initialement sous le nom de « Carcinosomidae », pour regrouper les quatre genres Carcinosoma, Mixopterus, Echinognathus et Megalograptus. En 1942, Embrik Strand propose un autre nom de remplacement pour Eusarcus, Eusarcana, bien que la question ait déjà été traitée par Størmer huit ans auparavant. La famille est modifiée par Erik N. Kjellesvig-Waering dans le Treatise on Invertebrate Paleontology de Størmer de 1955 : le nom devient définitivement Carcinosomatidae ; les genres autres que Carcinosoma sont transférés à leurs propres familles (Mixopterus aux Mixopteridae ; Megalograptus et Echinognathus aux Megalograptidae). En 1962, Rhinocarcinosoma est séparé de Carcinosoma par Nestor Ivanovich Novozhilov, sa carapace étant différente de celle des autres Carcinosoma.

Comparaison des tailles des trois plus grandes espèces des genres Carcinosoma, Eusarcana et Rhinocarcinosoma et d'un humain.

A l'occasion d'une revue des Carcinosomatides en 1964, Kenneth Edward Caster et Erik N. Kjellesvig-Waering reconnaissent qu'Eusarcus et Carcinosoma sont des genres distincts, considérant comme erronée la synonymisation de 1912. Le nom Eusarcus étant déjà utilisé, Caster et Kjellesvig-Waering, qui ignorent probablement l'existence de l'Eusarcana de Strand, inventent un nouveau nom nom, Paracarcinosoma, pour l'espèce précédemment appelée Eusarcus. La même année, Caster et Kjellesvig-Waering décrivent le nouveau genre Eocarcinosoma pour prendre en compte les spécimens fossiles d'Eusarcus/Paracarcinosoma de l'Ordovicien. Bien que la plupart de ces spécimens aient depuis été identifiés comme des pseudo-fossiles, le spécimen type d'Eocarcinosoma est un fossile authentique et le plus ancien spécimen de la famille,,. L'aire de répartition géographique connue des Carcinosomatides a été considérablement étendue par la découverte de fossiles de Rhinocarcinosoma au Vietnam à la fin du 20e siècle, nommés R. dosonensis en 2002,. 
En 2012,  Jason A. Dunlop et James Lamsdell reconnaissent le nom Eusarcana, le premier apparu, comme le nom de remplacement valide d'Eusarcus. Ils transfèrent l'espèce attribuée à Paracarcinosoma à ce genrer. Ils désignent Paracarcinosoma comme synonyme junior. Le nom Paracarcinosoma continue néanmoins à être fréquemment utilisé par des chercheurs. En 2015, une analyse phylogénétique réalisée par Lamsdell et ses collègues permet de d'identifier Holmipterus, un Carcinosomatide basal, genre d'Euryptéride problématique aux affinités incertaines. Toutefois, la position de Holmipterus est loin d'être certaine dans l'arbre généalogique des Euryptéridés, en raison d'un matériel fossile incomplet et d'une combinaison apparente de traits de différentes familles. Ses fossiles pourraient même représenter deux genres différents, regroupés par erreur.

## Classification

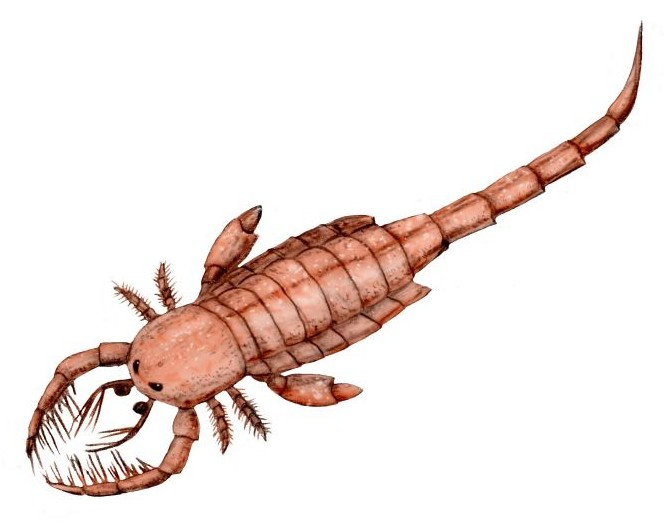
Les Mixoptérides, tels que Mixopterus (image), étaient les plus proches parents des Carcinosomatidés.

Les Carcinosomatides sont classés dans la super-famille Carcinosomatoidea, au sein de l'infra-ordre Diploperculata. Les Carcinosomatoidea comprennent également les familles Mixopteridae et Megalograptidae,. Auparavant, de 1989 au début des années 2000, les Carcinosomatidae étaient regroupés avec la famille Hughmilleriidae dans la super-famille Hughmillerioidea, parce qu'ils partageaient des membres épineux et étaient considérés d'un type cohérent sauf en ce qui concernaient les palettes natatoires,. Les Hughmilleriidae sont aujourd'hui considérés comme des membres basaux de la super-famille des Pterygotioidea.
La phylogénie interne des Carcinosomatoidea est mal résolue (peu claire). Le premier cladogramme ci-dessous est issu d'une étude de 2007 conduite par le chercheur sur les Euryptéridés, O. Erik Tetlie, étude elle même basée sur les résultats de diverses analyses phylogénétiques sur les Euryptéridés menées entre 2004 et 2007. Le deuxième cladogramme est issu d'une étude de 2015 menée par James Lamsdell et ses collègues. Les deux cladogrammes ont été simplifiés pour n'afficher que les Carcinosomatoidea. Tetlie (2007) classe les Carcinosomatidae comme un groupe paraphylétique, représentant les membres basaux des Carcinosomatoidea. Lamsdell et al . (2015) positionnent les Carcinosomatides comme un groupe monophylétique.
Tetlie (2007)
|  | Eusarcana scorpionis (Carcinosomatidae)       |
|  |                                               |
|  | Rhinocarcinosoma vaningeni (Carcinosomatidae) |
|  |                                               |

|  | Mixopterus multispinosus                                                   |
|  |                                                                            |
|  | \| \| Mixopterus simonsoni \| \| \| \| \| \| Mixopterus kiaeri \| \| \| \| |
|  |                                                                            |
|  | Mixopterus simonsoni                                                       |
|  |                                                                            |
|  | Mixopterus kiaeri                                                          |
|  |                                                                            |

|  | Mixopterus simonsoni |
|  |                      |
|  | Mixopterus kiaeri    |
|  |                      |

|  | Mixopterus multispinosus                                                   |
|  |                                                                            |
|  | \| \| Mixopterus simonsoni \| \| \| \| \| \| Mixopterus kiaeri \| \| \| \| |
|  |                                                                            |
|  | Mixopterus simonsoni                                                       |
|  |                                                                            |
|  | Mixopterus kiaeri                                                          |
|  |                                                                            |

|  | Mixopterus simonsoni |
|  |                      |
|  | Mixopterus kiaeri    |
|  |                      |

|  | Eusarcana scorpionis (Carcinosomatidae)       |
|  |                                               |
|  | Rhinocarcinosoma vaningeni (Carcinosomatidae) |
|  |                                               |

|  | Mixopterus multispinosus                                                   |
|  |                                                                            |
|  | \| \| Mixopterus simonsoni \| \| \| \| \| \| Mixopterus kiaeri \| \| \| \| |
|  |                                                                            |
|  | Mixopterus simonsoni                                                       |
|  |                                                                            |
|  | Mixopterus kiaeri                                                          |
|  |                                                                            |

|  | Mixopterus simonsoni |
|  |                      |
|  | Mixopterus kiaeri    |
|  |                      |

|  | Mixopterus multispinosus                                                   |
|  |                                                                            |
|  | \| \| Mixopterus simonsoni \| \| \| \| \| \| Mixopterus kiaeri \| \| \| \| |
|  |                                                                            |
|  | Mixopterus simonsoni                                                       |
|  |                                                                            |
|  | Mixopterus kiaeri                                                          |
|  |                                                                            |

|  | Mixopterus simonsoni |
|  |                      |
|  | Mixopterus kiaeri    |
|  |                      |

|  | Eusarcana scorpionis (Carcinosomatidae)       |
|  |                                               |
|  | Rhinocarcinosoma vaningeni (Carcinosomatidae) |
|  |                                               |

|  | Mixopterus multispinosus                                                   |
|  |                                                                            |
|  | \| \| Mixopterus simonsoni \| \| \| \| \| \| Mixopterus kiaeri \| \| \| \| |
|  |                                                                            |
|  | Mixopterus simonsoni                                                       |
|  |                                                                            |
|  | Mixopterus kiaeri                                                          |
|  |                                                                            |

|  | Mixopterus simonsoni |
|  |                      |
|  | Mixopterus kiaeri    |
|  |                      |

|  | Mixopterus multispinosus                                                   |
|  |                                                                            |
|  | \| \| Mixopterus simonsoni \| \| \| \| \| \| Mixopterus kiaeri \| \| \| \| |
|  |                                                                            |
|  | Mixopterus simonsoni                                                       |
|  |                                                                            |
|  | Mixopterus kiaeri                                                          |
|  |                                                                            |

|  | Mixopterus simonsoni |
|  |                      |
|  | Mixopterus kiaeri    |
|  |                      |

|  | Eusarcana scorpionis (Carcinosomatidae)       |
|  |                                               |
|  | Rhinocarcinosoma vaningeni (Carcinosomatidae) |
|  |                                               |

|  | Mixopterus multispinosus                                                   |
|  |                                                                            |
|  | \| \| Mixopterus simonsoni \| \| \| \| \| \| Mixopterus kiaeri \| \| \| \| |
|  |                                                                            |
|  | Mixopterus simonsoni                                                       |
|  |                                                                            |
|  | Mixopterus kiaeri                                                          |
|  |                                                                            |

|  | Mixopterus simonsoni |
|  |                      |
|  | Mixopterus kiaeri    |
|  |                      |

|  | Mixopterus multispinosus                                                   |
|  |                                                                            |
|  | \| \| Mixopterus simonsoni \| \| \| \| \| \| Mixopterus kiaeri \| \| \| \| |
|  |                                                                            |
|  | Mixopterus simonsoni                                                       |
|  |                                                                            |
|  | Mixopterus kiaeri                                                          |
|  |                                                                            |

|  | Mixopterus simonsoni |
|  |                      |
|  | Mixopterus kiaeri    |
|  |                      |

|  | Eusarcana scorpionis (Carcinosomatidae)       |
|  |                                               |
|  | Rhinocarcinosoma vaningeni (Carcinosomatidae) |
|  |                                               |

|  | Mixopterus multispinosus                                                   |
|  |                                                                            |
|  | \| \| Mixopterus simonsoni \| \| \| \| \| \| Mixopterus kiaeri \| \| \| \| |
|  |                                                                            |
|  | Mixopterus simonsoni                                                       |
|  |                                                                            |
|  | Mixopterus kiaeri                                                          |
|  |                                                                            |

|  | Mixopterus simonsoni |
|  |                      |
|  | Mixopterus kiaeri    |
|  |                      |

|  | Mixopterus multispinosus                                                   |
|  |                                                                            |
|  | \| \| Mixopterus simonsoni \| \| \| \| \| \| Mixopterus kiaeri \| \| \| \| |
|  |                                                                            |
|  | Mixopterus simonsoni                                                       |
|  |                                                                            |
|  | Mixopterus kiaeri                                                          |
|  |                                                                            |

|  | Mixopterus simonsoni |
|  |                      |
|  | Mixopterus kiaeri    |
|  |                      |

|  | Eusarcana scorpionis (Carcinosomatidae)       |
|  |                                               |
|  | Rhinocarcinosoma vaningeni (Carcinosomatidae) |
|  |                                               |

|  | Mixopterus multispinosus                                                   |
|  |                                                                            |
|  | \| \| Mixopterus simonsoni \| \| \| \| \| \| Mixopterus kiaeri \| \| \| \| |
|  |                                                                            |
|  | Mixopterus simonsoni                                                       |
|  |                                                                            |
|  | Mixopterus kiaeri                                                          |
|  |                                                                            |

|  | Mixopterus simonsoni |
|  |                      |
|  | Mixopterus kiaeri    |
|  |                      |

|  | Mixopterus multispinosus                                                   |
|  |                                                                            |
|  | \| \| Mixopterus simonsoni \| \| \| \| \| \| Mixopterus kiaeri \| \| \| \| |
|  |                                                                            |
|  | Mixopterus simonsoni                                                       |
|  |                                                                            |
|  | Mixopterus kiaeri                                                          |
|  |                                                                            |

|  | Mixopterus simonsoni |
|  |                      |
|  | Mixopterus kiaeri    |
|  |                      |

|  | Eusarcana scorpionis (Carcinosomatidae)       |
|  |                                               |
|  | Rhinocarcinosoma vaningeni (Carcinosomatidae) |
|  |                                               |

|  | Mixopterus multispinosus                                                   |
|  |                                                                            |
|  | \| \| Mixopterus simonsoni \| \| \| \| \| \| Mixopterus kiaeri \| \| \| \| |
|  |                                                                            |
|  | Mixopterus simonsoni                                                       |
|  |                                                                            |
|  | Mixopterus kiaeri                                                          |
|  |                                                                            |

|  | Mixopterus simonsoni |
|  |                      |
|  | Mixopterus kiaeri    |
|  |                      |

|  | Mixopterus multispinosus                                                   |
|  |                                                                            |
|  | \| \| Mixopterus simonsoni \| \| \| \| \| \| Mixopterus kiaeri \| \| \| \| |
|  |                                                                            |
|  | Mixopterus simonsoni                                                       |
|  |                                                                            |
|  | Mixopterus kiaeri                                                          |
|  |                                                                            |

|  | Mixopterus simonsoni |
|  |                      |
|  | Mixopterus kiaeri    |
|  |                      |

|  | Eusarcana scorpionis (Carcinosomatidae)       |
|  |                                               |
|  | Rhinocarcinosoma vaningeni (Carcinosomatidae) |
|  |                                               |

|  | Mixopterus multispinosus                                                   |
|  |                                                                            |
|  | \| \| Mixopterus simonsoni \| \| \| \| \| \| Mixopterus kiaeri \| \| \| \| |
|  |                                                                            |
|  | Mixopterus simonsoni                                                       |
|  |                                                                            |
|  | Mixopterus kiaeri                                                          |
|  |                                                                            |

|  | Mixopterus simonsoni |
|  |                      |
|  | Mixopterus kiaeri    |
|  |                      |

|  | Mixopterus multispinosus                                                   |
|  |                                                                            |
|  | \| \| Mixopterus simonsoni \| \| \| \| \| \| Mixopterus kiaeri \| \| \| \| |
|  |                                                                            |
|  | Mixopterus simonsoni                                                       |
|  |                                                                            |
|  | Mixopterus kiaeri                                                          |
|  |                                                                            |

|  | Mixopterus simonsoni |
|  |                      |
|  | Mixopterus kiaeri    |
|  |                      |

Lamsdell et al. (2015)
|  | Carcinosoma newlini  |
|  |                      |
|  | Carcinosoma libertyi |
|  |                      |

|  | Eusarcana acrocephalus |
|  |                        |
|  | Eusarcana scorpionis   |
|  |                        |

|  | Carcinosoma newlini  |
|  |                      |
|  | Carcinosoma libertyi |
|  |                      |

|  | Eusarcana acrocephalus |
|  |                        |
|  | Eusarcana scorpionis   |
|  |                        |

|  | Carcinosoma newlini  |
|  |                      |
|  | Carcinosoma libertyi |
|  |                      |

|  | Eusarcana acrocephalus |
|  |                        |
|  | Eusarcana scorpionis   |
|  |                        |

|  | Carcinosoma newlini  |
|  |                      |
|  | Carcinosoma libertyi |
|  |                      |

|  | Eusarcana acrocephalus |
|  |                        |
|  | Eusarcana scorpionis   |
|  |                        |

|  | Carcinosoma newlini  |
|  |                      |
|  | Carcinosoma libertyi |
|  |                      |

|  | Eusarcana acrocephalus |
|  |                        |
|  | Eusarcana scorpionis   |
|  |                        |

|  | Carcinosoma newlini  |
|  |                      |
|  | Carcinosoma libertyi |
|  |                      |

|  | Eusarcana acrocephalus |
|  |                        |
|  | Eusarcana scorpionis   |
|  |                        |

|  | Carcinosoma newlini  |
|  |                      |
|  | Carcinosoma libertyi |
|  |                      |

|  | Eusarcana acrocephalus |
|  |                        |
|  | Eusarcana scorpionis   |
|  |                        |

|  | Carcinosoma newlini  |
|  |                      |
|  | Carcinosoma libertyi |
|  |                      |

|  | Eusarcana acrocephalus |
|  |                        |
|  | Eusarcana scorpionis   |
|  |                        |

|  | Carcinosoma newlini  |
|  |                      |
|  | Carcinosoma libertyi |
|  |                      |

|  | Eusarcana acrocephalus |
|  |                        |
|  | Eusarcana scorpionis   |
|  |                        |

|  | Carcinosoma newlini  |
|  |                      |
|  | Carcinosoma libertyi |
|  |                      |

|  | Eusarcana acrocephalus |
|  |                        |
|  | Eusarcana scorpionis   |
|  |                        |

|  | Carcinosoma newlini  |
|  |                      |
|  | Carcinosoma libertyi |
|  |                      |

|  | Eusarcana acrocephalus |
|  |                        |
|  | Eusarcana scorpionis   |
|  |                        |

|  | Carcinosoma newlini  |
|  |                      |
|  | Carcinosoma libertyi |
|  |                      |

|  | Eusarcana acrocephalus |
|  |                        |
|  | Eusarcana scorpionis   |
|  |                        |

|  | Carcinosoma newlini  |
|  |                      |
|  | Carcinosoma libertyi |
|  |                      |

|  | Eusarcana acrocephalus |
|  |                        |
|  | Eusarcana scorpionis   |
|  |                        |

|  | Carcinosoma newlini  |
|  |                      |
|  | Carcinosoma libertyi |
|  |                      |

|  | Eusarcana acrocephalus |
|  |                        |
|  | Eusarcana scorpionis   |
|  |                        |

|  | Carcinosoma newlini  |
|  |                      |
|  | Carcinosoma libertyi |
|  |                      |

|  | Eusarcana acrocephalus |
|  |                        |
|  | Eusarcana scorpionis   |
|  |                        |

|  | Carcinosoma newlini  |
|  |                      |
|  | Carcinosoma libertyi |
|  |                      |

|  | Eusarcana acrocephalus |
|  |                        |
|  | Eusarcana scorpionis   |
|  |                        |

|  | Carcinosoma newlini  |
|  |                      |
|  | Carcinosoma libertyi |
|  |                      |

|  | Eusarcana acrocephalus |
|  |                        |
|  | Eusarcana scorpionis   |
|  |                        |

|  | Carcinosoma newlini  |
|  |                      |
|  | Carcinosoma libertyi |
|  |                      |

|  | Eusarcana acrocephalus |
|  |                        |
|  | Eusarcana scorpionis   |
|  |                        |

|  | Carcinosoma newlini  |
|  |                      |
|  | Carcinosoma libertyi |
|  |                      |

|  | Eusarcana acrocephalus |
|  |                        |
|  | Eusarcana scorpionis   |
|  |                        |

|  | Carcinosoma newlini  |
|  |                      |
|  | Carcinosoma libertyi |
|  |                      |

|  | Eusarcana acrocephalus |
|  |                        |
|  | Eusarcana scorpionis   |
|  |                        |

|  | Carcinosoma newlini  |
|  |                      |
|  | Carcinosoma libertyi |
|  |                      |

|  | Eusarcana acrocephalus |
|  |                        |
|  | Eusarcana scorpionis   |
|  |                        |

|  | Carcinosoma newlini  |
|  |                      |
|  | Carcinosoma libertyi |
|  |                      |

|  | Eusarcana acrocephalus |
|  |                        |
|  | Eusarcana scorpionis   |
|  |                        |

|  | Carcinosoma newlini  |
|  |                      |
|  | Carcinosoma libertyi |
|  |                      |

|  | Eusarcana acrocephalus |
|  |                        |
|  | Eusarcana scorpionis   |
|  |                        |

|  | Carcinosoma newlini  |
|  |                      |
|  | Carcinosoma libertyi |
|  |                      |

|  | Eusarcana acrocephalus |
|  |                        |
|  | Eusarcana scorpionis   |
|  |                        |

|  | Carcinosoma newlini  |
|  |                      |
|  | Carcinosoma libertyi |
|  |                      |

|  | Eusarcana acrocephalus |
|  |                        |
|  | Eusarcana scorpionis   |
|  |                        |

|  | Carcinosoma newlini  |
|  |                      |
|  | Carcinosoma libertyi |
|  |                      |

|  | Eusarcana acrocephalus |
|  |                        |
|  | Eusarcana scorpionis   |
|  |                        |

|  | Carcinosoma newlini  |
|  |                      |
|  | Carcinosoma libertyi |
|  |                      |

|  | Eusarcana acrocephalus |
|  |                        |
|  | Eusarcana scorpionis   |
|  |                        |

|  | Carcinosoma newlini  |
|  |                      |
|  | Carcinosoma libertyi |
|  |                      |

|  | Eusarcana acrocephalus |
|  |                        |
|  | Eusarcana scorpionis   |
|  |                        |

|  | Carcinosoma newlini  |
|  |                      |
|  | Carcinosoma libertyi |
|  |                      |

|  | Eusarcana acrocephalus |
|  |                        |
|  | Eusarcana scorpionis   |
|  |                        |

|  | Carcinosoma newlini  |
|  |                      |
|  | Carcinosoma libertyi |
|  |                      |

|  | Eusarcana acrocephalus |
|  |                        |
|  | Eusarcana scorpionis   |
|  |                        |

|  | Carcinosoma newlini  |
|  |                      |
|  | Carcinosoma libertyi |
|  |                      |

|  | Eusarcana acrocephalus |
|  |                        |
|  | Eusarcana scorpionis   |
|  |                        |

|  | Carcinosoma newlini  |
|  |                      |
|  | Carcinosoma libertyi |
|  |                      |

|  | Eusarcana acrocephalus |
|  |                        |
|  | Eusarcana scorpionis   |
|  |                        |

## Paléoécologie

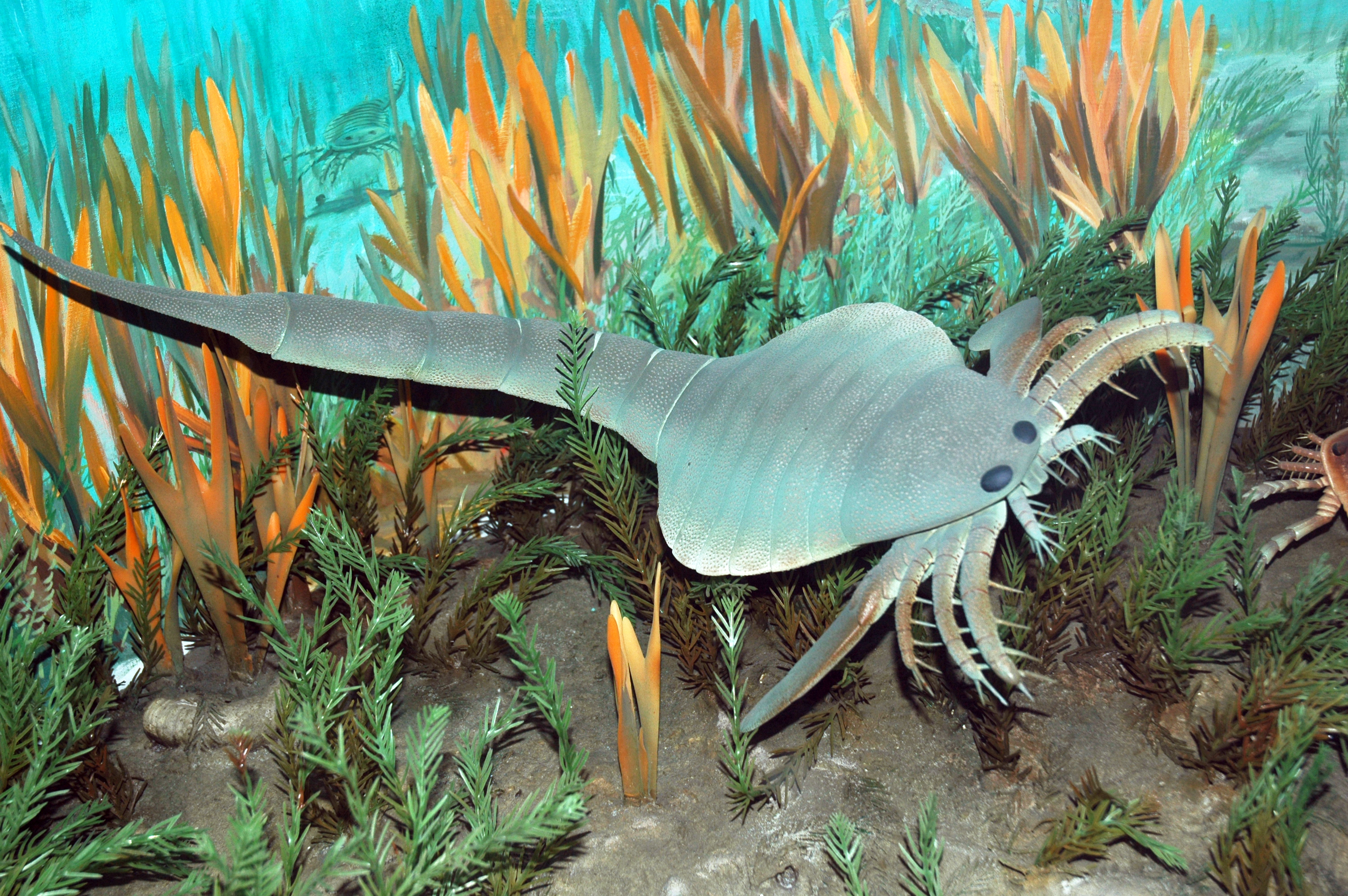
Modèle dEusarcana sur un fond marin du Silurien.

Les Euryptérides Carcinosomatides comptent parmi les Euryptérides les plus marins. Leurs fossiles proviennent de dépôts qui étaient autrefois des récifs, dans des environnements lagunaires, ou dans des eaux plus profondes,. Cela contraste nettement avec leurs plus proches parents, les Mixoptérides, qu'on ne retrouve pas dans les milieux d'eaux profondes. La seule autre famille d'Euryptérides connue pour avoir occupé des milieux d'eaux profondes est celle des Ptérygotides, qui ont une distribution similaire à celle des Carcinosomatides, bien que plus réussie. En se basant sur la répartition des Ptérygotides, on peut inférer une répartition cosmopolite pour les Carcinosomatides. Ils constituent, avec les Ptérygotides, l'une des deux seules familles d'Euryptérides connues du continent austral Gondwana du Silurien au Dévonien. Le seul genre de Carcinosomatide connu dans des dépôts non marins est Rhinocarcinosoma, découvert dans des dépôts fluviaux (rivières) et lacustres (lacs), bien que des fossiles du genre aient également été découverts dans des dépôts marins.
Leurs corps n'étant pas aussi profilés que ceux de nombreux autres Euryptérides nageurs, et compte tenu de la morphologie singulière de leurs telsons, il est probable que les Carcinosomatides n'étaient pas des nageurs très actifs, et qu'ils aient adopté un mode de vie plus nektobenthique (nage près du fond). Les caractères singuliers de Rhinocarcinosoma illustrent bien l'adaptation à ce mode de vie, en particulier la protubérance en forme de pelle à l'avant de sa carapace qui pourrait avoir été utilisée pour creuser ou fouiller la vase, et les palettes natatoires de taille réduite par rapport à celles des autres Carcinosomatides. Compte tenu de leur taille, les Carcinosomatides étaient peut-être des  superprédateurs ou des charognards, creusant pour se nourrir ou pour s'aménager des terriers pour chasser à l'affût. Ils se nourrissaient peut-être de vers, d'autres arthropodes, de brachiopodes et de poissons, utilisant leurs membres antérieurs pour pousser la nourriture dans leur bouche.